# Stanley R. Greenberg
Stanley R. Greenberg, född 3 september 1927 i Chicago i Illinois i USA, död 25 augusti 2002 i Kensington i Kalifornien i USA, amerikansk manusförfattare,  belönades 1973 med Nebulapriset för bästa dramatisering av Harry Harrysons berättelse Make Room! Make Room! till filmen Soylent Green och nominerades 1975 till Emmy Award- och Humanitaspriset för manuset till The Missiles of October.